# تشخیص گذشته‌نگر
تشخیص گذشته‌نگر (انگلیسی: Retrospective diagnosis) همچنین تشخیص مجدد (انگلیسی: retrodiagnosis) یا تشخیص پس‌از مرگ (انگلیسی: posthumous diagnosis)، عمل شناسایی یک بیماری پس از مرگ بیمار (گاهی اوقات یک شخصیت تاریخی) با استفاده از دانش، روش‌ها و طبقه‌بندی بیماری‌های نوین است. از سوی دیگر، این می‌تواند تلاش کلی‌تر برای دادن نامی مدرن به یک بلای باستانی و نامشخص (بد تعریف‌شده) باشد. تشخیص گذشته‌نگر توسط مورخان پزشکی، مورخان عمومی و رسانه‌ها با درجات مختلف بضاعت علمی انجام می‌شود. در بدترین حالت ممکن است به «کمی بیشتر از یک بازی، با قوانین نامشخص و اعتبار کم دانشگاهی» مبدل شود. دارین هیتون، مورخ علم در کالج هاورفورد، ادعا می‌کند که تشخیص ابتلای افراد مشهور به طیف اوتیسم در رسانه‌ها بی‌معنی است، زیرا گزارش‌های تاریخی اغلب حاوی اطلاعات ناقص هستند.

## نمونه‌ها
- آیا ابراهیم، موسی، عیسی یا پولس رسول علائم روانی طیف روان‌پریشی داشتند؟[۵]
- آیا توت‌عنخ‌آمون به نشانگان کلیپل فایل مبتلا بود؟[۶]
- آیا آلفرد بزرگ به بیماری کرون مبتلا بود؟[۷]
- آیا بوتولیسم باعث بینش‌های مذهبی جولین نورویچ شد؟[۸]
- آیا مرگ سیاه به دلیل طاعون خیارکی بود؟[۸]
- آیا «آبله بزرگ» سیفلیس بود یا چندین بیماری مقاربتی؟[۳]
- آیا پادشاه جرج سوم علائم کلاسیک پورفیری را نشان داد؟[۹]
- آیا ناپلئون بر اثر سرطان معده درگذشت یا با آرسنیک مسموم شد؟[۱۰]
- آیا آبراهام لینکلن، نشانگان مارفان داشت؟[۱۱]
- آیا کارل مارکس مبتلا به هیدرآدنیت چرکی بود؟[۱۲]
- آیا بورک و ویلز ممکن است بر اثر مسمومیت با تیامیناز مرده باشند؟[۱۳]
- آیا رنه دکارت، سندرم انفجار سر داشت؟[۱۴]